# Рубаник, Василий Васильевич
Василий Васильевич Рубаник (родился 9 мая 1949 года) — советский и белорусский учёный, доктор технических наук, профессор, член-корреспондент национальной академии наук Беларуси.

## Биография
В 1971 году окончил Минский радиотехнический институт, после окончания вуза проходил службу в Советской армии на Краснознамённом Тихоокеанском флоте в  центре спутниковой связи.
В 1976 году был приглашён на работу в витебский филиал Института физики твёрдого тела и полупроводников Академии наук Беларуси, созданный в конце 1975 года в Витебске, где работал до 1997 года в качестве руководителя группы, младшего научного сотрудника, старшего научного сотрудника, ведущего научного сотрудника, заведующего лабораторией, заместителя директора по научной работе.
В 1984 году защитил кандидатскую диссертацию на тему «Разработка и исследование эффективных схем ультразвукового волочения тонкой проволоки»..
С 2002 года является директором Института технической акустики Национальной академии наук Беларуси. Одновременно возглавил лабораторию физики металлов института.
В 2005 году Василий Васильевич успешно защитил докторскую диссертацию на тему «Новые способы и технологии ультразвуковой обработки материалов».
В 2014 году профессор Рубаник был избран членом-корреспондентом национальной академии наук Беларуси.
В. В. Рубаник ведёт педагогическую работу в Витебском государственном технологическом университете.
Василий Васильевич Рубаник является научным руководителем проектов, выполняемых в рамках БРФФИ, государственных программ комплексных, ориентированных и прикладных научных исследований, хозяйственных договоров, председателем научно-технического совета при Витебском областном исполнительном комитете по региональной научно-технической программе «Инновационное развитие Витебской области».
За цикл работ по использованию мощных ультразвуковых колебаний в научных исследованиях и технологических процессах В. В. Рубанику в 2008 году присвоена премия Национальной академии наук Беларуси. За исследования в области материаловедения и ультразвуковых технологий и научно-организационную работу В. В. Рубаник награждался грамотами Национальной академии наук Беларуси, Министерства образования, Витебского областного исполнительного комитета.

## Научная деятельность
Рубаник В.В. - известный учёный в области ультразвуковой техники и ультразвуковых технологий.
Им впервые осуществлено ультразвуковое инициирование эффектов мартенситной неупругости в сплавах, обладающих памятью формы, предложена и обоснована физическая модель, объясняющая поведение таких сплавов в ультразвуковом поле; исследованы и разработаны новые способы генерации напряжений и реализации эффекта обратимой памяти формы с помощью ультразвуковых колебаний; развиты представления о совместном пластическом деформировании разнородных материалов; созданы научные основы и методы использования мощного ультразвука в процессах термообработки при скоростном нагреве, прессовании порошков пьезокерамики, высокоэффективные способы ввода ультразвуковых колебаний в очаг деформации, на основе которых разработаны технологии для волочения, прессования, сварки различных материалов, получения износостойких материалов методом центробежного СВС-литья, реализованные в промышленных условиях.
В последнее время занимается вопросами ультразвукового инициирования эффектов мартенситной неупругости в материалах, обладающих эффектом памяти формы. Работы в этом направлении являются приоритетными. Результаты исследований докладывались на различных международных конференциях, в том числе в США, Канаде, Финляндии, Польше, России и др.

## Публикации
За время научной деятельности В.В. Рубаником опубликовано более 200 научных работ, в том числе получено 40 авторских свидетельств на изобретения и патентов, он является соавтором 4 монографий (в соавторстве).
- Владимир Клубович, Василий Рубаник, Юрий Царенко. Ультразвук в технологии производства композиционных кабелей. — Минск: Беларуская навука, 2012. — 295 с. — ISBN 978-985-08-1449-4.

## Награды
- премия Национальной академии наук Беларуси (2008)[3]
- медаль Франциска Скорины (2014)[4]